# سكوت هارتلي
سكوت هارتلي (بالإنجليزية: Scott Hartley)‏ هو مستثمر رأسمالي ‏ وكاتب أمريكي، ولد في 18 يوليو 1983 في ريتشلاند في الولايات المتحدة.

## وصلات خارجية
- الموقع الرسمي